# World Press Photo

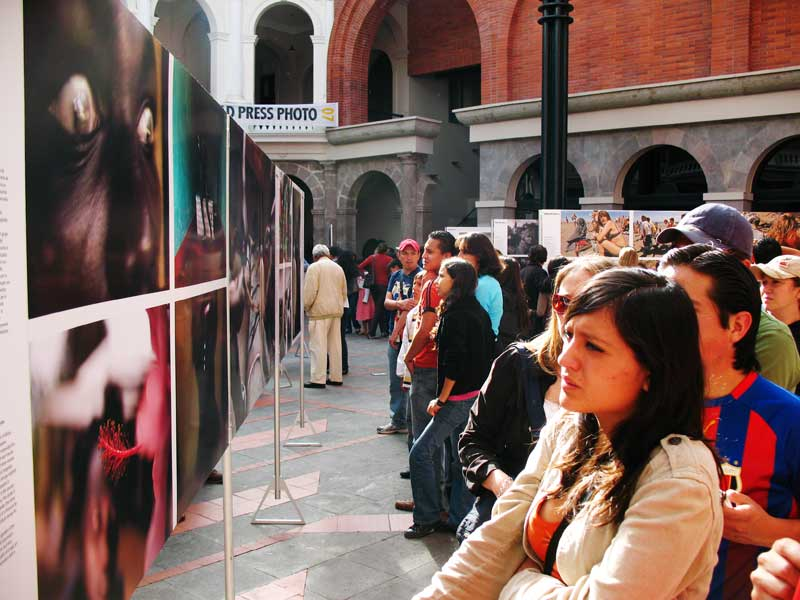
As exposições da World Press Photo atraem sempre multidões

World Press Photo é uma organização independente sem fins lucrativos, fundada em 1955 em Amsterdã. É conhecida por realizar anualmente a maior e mais prestigiada distinção de fotojornalismo do mundo.
Depois de cada cerimônia, os retratos vencedores são reunidos em uma exposição itinerante visitada por milhões de pessoas ao redor de 40 países. A cada ano um livro com todos os registros premiados é publicado em seis idiomas diferentes.